# حصاروئیه
حصاروئیه روستایی است در فاصله ۱۰ کیلومتری جنوب شرقی شهرستان شهربابک واقع در استان کرمان. جمعیت حصاروئیه بر پایه نتایج سرشماری سال ۱۳۸۵، ۲۲۱ نفر (۵۴ خانوار) بوده‌است.
حصاروئیه در لغت‌نامه دهخدا چنین تعریف شده‌است. "حصاروئیه دهی است از دهستان حومه ٔ بخش شهر بابک شهرستان یزد. ۱۸هزارگزی خاور شهر بابک. متصل به راه حصاروئیه. جلگه . سکنه ۳۰۷ تن . زبان فارسی . آب آن از قنات . محصول آنجا غلات . شغل اهالی زراعت . صنایع دستی زنان کرباس بافی . راه فرعی . (از فرهنگ جغرافیایی ایران ج ۱۰)."
منصور عزیزی نویسنده کتاب «تاریخ و فرهنگ شهربابک» نام حصاروئیه را بر گرفته از دو کلمه حصار و بارو(قلعه) می‌داند. از انجا که در زمان حکمرانی اسماعیلیان در شهربابک حصاروئیه سربازخانه اسماعیلیان بوده و داری برج و باروهای بوده‌است این مکان حصاروئیه نام گرفته‌است. علاوه بر برج و بارو، تپه خاکی کشداری معروف به «تلِ حصار» که شبیه سم اسبی است نیز حصاروئیه را در بر گرقته است. ویرانه‌های این تپه که خیلی از ان خاک برداری شده یا جزوی از زمین و باغات جدید شده‌است هنوز در اطراف روستا باقی است.
حصاروئیه بر روی نقشه گوگل

## معانی واژه حصاروئیه
روایت است که درحصاروئیه سه  وجود داشته‌است و اگر چنین بوده‌است، وجود سه برج در سه مکان مختلف در یک روستای کوچکی چون حصاروئیه نشان از آبادی و اهمیت آن دارد. این برج‌ها درایجاد امنیت و کمک به دفاع از روستا در برابر دزدان که درقدیم به‌طور ناگهانی به روستاها حمله و داروندار مردم را غارت می‌کردند نقش بسزایی داشته‌اند. متأسفانه امروزه حتی ازخرابه‌های این آثار تاریخی اثری نیست. خرابه‌های آخرین برج که در نزدیکی کوچهٔ صحرا بود تا سال‌های ۱۳۶۷ـ۱۳۶۸ هجری شمسی برابر با سال‌های ۱۹۸۹ـ۱۹۹۰ میلادی وجود داشت که متأسفانه امروزه از آن هم اثری نیست.
همان‌طور که در یکی دو قرن اخیر کم کم دولت مرکزی روز به روز بیشتر شکل میگرفت و در تأمین امنیت مردم پاسگاه وژاندارمری ایجاد میشد قلعه و برج و بارو هم کم کم اهمیت خود را از دست دادند. متأسفانه کسی هم به فکر تعمیر و مرمت این آثار تاریخی نبوده تا جائی که این ساختارهای زیبا و تاریخی مهم به مرور زمان و در اثرفرسایش و عدم تعمیر و نگهداری کاملأ ازبین رفتند. و اینجاست که می‌شود گفت که توضیح  آقای منصور عزیزی که نام حصاروئیه را  بر گرفته از دو کلمه حصار و بارو می‌داند صحیح بنظر
می‌رسد.
در رابطه با برج و بارو، جالب است بدانید که شباهت‌های زیادی، هم ازلحاظ ظاهری کلمه وهم ازلحاظ کاربردی آن، بین کلمه برج وبارو در فارسی وکلمات شبیه به آن مثل بورچ، بورگ، بوورو (Borough) درانگلیسی و در بیشترزبان‌های اروپائی وجود دارد. به جرأت می‌شود گفت که کلمات شبیه به برج که امروزه درانگلیسی وخیلی اززبان‌های اروپائی بکارمیرود ریشه فارسی دارند چرا که استفاده از برج و بارو اول در شرق معمول بوده واروپائی‌ها استفاده از آن را بعدها بکار گرفتند. برای مثال، به متن ترجمه شده از انگلیسی به فارسی برگرفته شده از وب سایت
ویکی‌پدیا توجه کنید.
"کلمه آلمانی * بورگ، به معنی قلعه: در مقایسه با بوروو(انگلیسی )، برگ (اسکاتلندی)، بورگ (آلمانی)، بورگ (اسکاندیناوی)، بورچ (هلندی) و در زبان‌های هند و اروپایی همسایه مانند بورگو (ایتالیایی)، بوورگ (فرانسه) و بورگو (اسپانیایی و پرتغالی) است. استفاده این کلمات به عنوان پسوند به نام (برای مثال، کانتربری، استراسبورگ، لوکزامبورگ، ادینبورگ، هامبورگ، گوتنبرگ) معمولاً نشان می دهد که آنهادریک زمانی به صورت قلعه وحصار بوده‌اند ."

## جغرافیای طبیعی و اجتماعی حصاروئیه
روستای حصاروئیه از توابع شهرستان شهربابک در استان کرمان می‌باشد. این روستا در ۱۰ کیلومتری جنوب شرقی شهرستان شهربابک و در کنار بزرگراه تهران ـ بندر عباس واقع شده‌است۰ با توجه به کمبود یکسری امکانات در روستاها در سال‌های گذشته که باعث مهاجرت بعضی از روستائیان به شهرهای دور و نزدیک شده‌است٬ در حال حاضر حصاروئیه دارای جمعیتی بیشتر از ۲۵۰ نفر می‌باشد. شغل اصلی مردم این روستا اغلب کشاورزی و دامداری می‌باشد ولی تعدادی نیز در کارخا نجات مس سرچشمه و ذوب خاتون آباد مشغول کار هستند و از این طریق امرار معاش می‌کنند.
البته کمبود منابع آبی در منطقه، خشکسالی‌های مکرّر و آلایندگی‌های کارخانهٔ ذوب مس خاتون آباد کشاورزی و خصوصأ دامداری را در این منطقه به زانو در آورده‌است. ناگفته نماند که خشکسالی‌ها در این منطقه در گذشته نیز امری طبیعی بودند ولی هرگز به این شدت و کرّات نبودند. به جرأت می‌شود گفت که افزایش آلودگی‌های صنعتی در این منطقه، بخصوص آلودگی‌های مجتمع ذوب مس خاتون آباد و کارخانجات مس سرچشمه، افزایش روزافزون تعداد خودروهای بزرگ و کوچک، استفاده بی رویه و زیانبار از بیابان‌ها و گرم شدن کلی کره زمین، متأسفانه این مناطق را با خشکسالی‌های شدید و مکرر روبروساخته است. این خشکسالی‌های مکرروطاقت فرسا مشکلی مداوم و زیانباربرای مردم این دیارهستند.
کارخا نجات مس سرچشمه در ۸۰ کیلومتری روستا و کارخانه ذوب مس خاتون آباد در فاصلهٔ ۱۷ کیلومتری شمال شرقی روستای حصاروئیه و در ۲۷ کیلومتری شمال شرقی شهرستان شهربابک قرار گرفته‌است. درست است که تولید این کارخا نجات سودی را عاید کشور و همچنین از طریق ایجاد کار باعث جذب تعدادی نیرو، که البته ازهمه جای کشورهستند شده‌است،اما دود آلودگی ان فقط متوجه مردم منطقه شهربابک شده‌است. آلودگی‌های ناشی از ذوب مس خاتون آباد باعث ایجاد مشکلات اقتصادی زیادی برای همهٔ مردم منطقه، خصوصآ برای دامداران و کشاورزان زحمتکش این دیار شده‌است. دود کشنده آین مجتمع با کشتن بسیاری از بوته‌ها، گیاهان، درختان و حیوانات وحشی و اهلی این منطقه باعث یک فاجعه زیست‌محیطی شده‌است این ضرر و زیان را بیشتر دامداران و بعد کشاورزان این منطقه حس مکنند.
روستای حصاروئیه دارای یک دبستان ۵ کلاسه بوده که البته به علت کمبود دانش آموز هر ساله تعداد دانش آموزان آن متفاوت بوده و هم‌اکنون با ۶ دانش آموز همچنان مشغول آموزش کودکان روستاست. روستای حصاروئیه هم‌اکنون از آب، برق، گاز و تلفن برخوردار است . خانه بهداشت نیز وجود دارد و این امکانات تا حد زیادی از مهاجرت بیشتری از روستائیان به شهرها کاسته است.

## عکس و تصویر
عکس و تصویر

## روستاهای دیگری با همین نام
جالب است بدانید که روستاهای دیگری نیز با همین نام در ایران وجود دارند. برای نمونه روستایی به نام حصاروئیه در شهر نصرت آباد در استان سیستان و بلوچسان و دو روستا بناماهای حصاروئیه بالا و حصاروئیه بائین در شهرستان بافت در استان کرمان نیز وجود دارند

## روستاهای همجوار
حصاروئیه در جوار روستاهای برفه، گهرت، عبدل آباد، اشکور محمدآباد، ساراب، حیدرآباد و حسین‌آباد خانعلی‌ها قرار دارد. بیشتر مردم این روستاها به طریقی با هم دیگر فامیل و آشنا هستند و ارتباتاط و همکاری‌های زیادی بین آن‌ها وجود دارد. در همین راستا است که در چند سال گذشته به ابتکار جوانان ورزش دوست روستای حصاروئیه و با همکاری و مشارکت جوانان دیگر روستاهای نامبرده مسابقات باشکوه فوتبال «جام نوروزی حصاروئیه» در ایام طعطیلات نوروزی هر سال در زمین ورزش روستای حصاروئیه برگزار و به تیم‌های برنده جوایزی اهدأ میگردد. البته اکنون خبری از این جام نیست

## علت مهاجرت روستائیان به شهر
یکی از عوامل خیلی مهمی که باعث مهاجرت مردم روستای حصاروئیه وروستاهای اطراف آن به شهرشد مربوط است به پمپاژ آبهای زیرزمینی این منطقه به کارخانجات مس سرچشمه. با حفر تعداد زیادی چاه عمیق در بالا دست مادرچاه خیلی از قناتهای منطقه توسط مهندسین وقت کارخانجات مس سرچشمه، بسیاری از مردم می‌دانستند که مهم‌ترین منبع حیات وزندگی درروستا، یعنی همان آب قنات، را درعرض چند سال آینده از دست خواهند داد. وبدرستی که حفر چاهای عمیق و پمپاژ آب آن به وسیلهٔ یک خط لوله به کارخانجات مس سرچشمه باعث کم شدن تدریجی آب قنات روستاهای پائین دست وبلأخره باعث خشکیدن آن‌ها گردید. این باعث یأس و نوامیدی زیادی درمردم و در نتیجه باعث مهاجرت خیلی از آن‌ها به شهر گردید.

## کوههای اطراف
روستای حصاروئیه دارای چندین نقطه کوهستانی می‌باشد٬که جذابیت خاصی به این منطقه داده است. از جمله کوه‌های معروف این منطقه می‌توان به کوه حصاروئیه٬هفت کوه٬پیر قوچان و کوه دو سر اشاره کرد که هر ساله در ایام نوروز پذیرای علاقه‌مندان زیادی از گردشگران به این روستا می‌باشد. هفت کوه طولانی‌ترین کوه این روستا است که در میان رشته کوه‌های آن چاهی به نام چاه قندو وجود دارد که در گذشته در تمام روزهای سال پر از آب بوده و به خصوص در فصل بهار اگر بارندگی منطقه مناسب بود آب چاه سر ریز می‌شد. این قضیه یکی از پدیده‌های نادر در این حوالی می‌بود .
کوه حصاروئیه با ۲۰۶۹ متر ارتفاع، قله کوهی است در چهارکیلومتری جنوب شرقی روستای حصاروئیه . بر اساس اطلاعات اندازه‌گیری قلّل در سایت پیکِری
(Peakery)، ششصدوهشتاد و چهارمین (۶۸۴) قله کوه بلند در کرمان و ۹۷۳۰ قله کوه بلند در ایران است. از نزدیکترین قله‌ها به آن هفت کوه، کوه پیرقوچان و کوه دیمه است.
هفت کوه با ۱۹۰۱ متر ارتفاع، رشته کوهی است دردوازده کیلومتری جنوب شرقی روستای حصاروئیه. بر اساس اطلاعات اندازه‌گیری قلّل در سایت پیکِری
(Peakery)، هفتصدو پنجاه ودومین(۷۵۲) قله کوه بلند در کرمان و ۱۱۷۵۹ قله کوه بلند در ایران است. از نزدیکترین قله‌ها به آن کوه حصاروئیه، کوه پیرقوچان و کوه دیمه است.
کوه پیرقوچان با ۲۰۲۷ متر ارتفاع، قله کوهی است دربیست و سه کیلومتری جنوب شرقی روستای حصاروئیه. بر اساس اطلاعات اندازه‌گیری قلّل در سایت پیکِری(Peakery)، ششصدو نودوپنجمین (۶۹۵) قله کوه بلند در کرمان و ۱۰۲۲۵ قله کوه بلند در ایران است. از نزدیکترین قله‌ها به آن کوه دیمه، هفت کوه و کوه حصاروئیه است.
کوه دیمه با ۱۸۵۴ متر ارتفاع، کوهی است در هشت کیلومتری جنوب کوه پیرقوچان و در بیست و سه کیلومتری جنوب شرقی روستای حصاروئیه. بر اساس اطلاعات اندازه‌گیری قلّل در سایت پیکِری(Peakery)، هفتصدو شصت ونهمین(۷۶۹) قله کوه بلند در کرمان و ۱۲۲۵۷ قله کوه بلند در ایران است .
از نزدیکترین قله‌ها به آن کوه پیرقوچان، هفت کوه و کوه حصاروئیه است.
از دیگر کوه تپه‌های منطقه می‌توان از تلِ دوسر، کوه کلاغان، تل چشمه شور، تلِ گُلهِ و تلِ زرد نام برد.
شایان ذکر است که کوه محمد سلیمانی با ۳۴۵۵ متر ارتفاع دررشته کوه‌های میمند در ۳۵ـ ۳۰ کیلومتری شمال حصاروئیه شاید بلندترین قله درمنطقه شهربابک باشد. بر اساس اطلاعات اندازه‌گیری قلّل در سایت پیکِری (Peakery)، کوه محمد سلیمانی سی وهشتمین (۳۸) قله بلند درکرمان وسیصدهفتادوهتمین(۳۷۷) قله بلند درایران می‌باشد. از نزدیکترین قله‌ها به آن کمر سردکش، کوه برفدان، سرب کوه و کوه آبتاری است.
برای اطلاع بیشتر به سایت peakery مراجع کنید.

## رودخانه
رودخانه فصلی کوچکی به نام رودخانه بند و بست که اصطلاح صحیح آن  " بَندِ عوض " می‌باشد از سمت شرقی و از نزیکی روستا، درفاصلهٔ یک کیلومتری آن می‌گذرد و هرزمان که بارندگی خوبی در رشته کوه ه‌های میمند در ۳۵ـ ۳۰ کیلومتری شمال روستای حصاروئیه صورت بگیرد این رودخانه نیز ممکن است نیمه تکانی بخود بدهد و حرکتی بکند. متأسفانه با توجه به بارش‌های بسیار کم سال‌های اخیر ازهمان نیمه تکان این رودخانه هم خبری نیست.
این رودخانه در گذشته آنچنان پر آب بوده‌است که برای عبور آن از زیر جاده تهران-بندر عباس که از نزدیکی روستا می‌گذرد مهندسین وقت برای عبور این رودخانه چهار دهانه پل نسبتأ بزرگ بطول تقریبی ۱۶ متر در نظر گرفته‌اند. حدود سال‌های ۱۳۶۴ـ۱۳۶۵ معروف به سال سِیلی حتی چهار دهانه پل نیز جوابگوی کشش آب این رودخانه نبودند تا جائی که آب رودخانه از روی جاده نسبتأ مرتفع می‌گذشت.

## چاهها[نیازمند منبع]
چاه بخشعلی: چاهی است درمیان بیابان مربوط به مرحوم کربلائی بخشعلی معروف به کل بخشعلی.
ازآنجاه که کل بخشعلی باعث وبانی حفر این چاه بوده‌است، این چاه به نام ایشان، چاه بخشعلی نام گرفته‌است. کل بخشعلی و شرکاء ازین چاه گله و شتر خود را سیرآب نموده و شایدهم درکنارآن برای کارهای ایلیاتی خود چادروپلاس میزده‌اند.
چاه میرزاعلی: چاه دیگری است شبیه به چاه بخشعلی و باهمان مضمون و خصوصیات وگویا توسط فرد نیکوکارِ دیگری به نام میزاعلی که ایشان هم از مردم حصاروئیه بوده‌است برای کارهای ایلیاتی خود وشرکاء حفر شده‌است. چاه میرزاعلی در۵۰۰ متری غرب چاه بخشعلی حفرشده‌است که این خود گواهی بر پر آبی منطقه و همچنین گواه بر رونق دامداری در گذشته‌های نچندان دور است.
چاه قبرستانی: چاهی است شبیه به چاه بخشعلی وچاه میرزاعلی، حدود یک ونیم کیلومتری شرق چاه بخشعلی و در ۸.۵ کیلومتری شرق روستای حصاروئیه .
چاه قند: چاهی است در میان رشته کوه‌های هفت کوه واقع در ۱۳ـ۱۴ کیلومتری جنوب شرقی روستای حصاروئیه که مردم محلی آن را قندو میگویند. بنظر می‌رسد که این نام بیشتر بخاطر آب گوارا و شیرینِ آن باشد. درگذشته‌های نچندان دور، در تمام روزهای سال پر از آب بوده و به خصوص در فصل بهار اگر بارندگی منطقه مناسب بود آب چاه سر ریز می‌شد. این قضیه یکی از پدیده‌های نادر در این حوالی می‌بود . مردم عشایر منطقه از آب این چاه برای کارهای ایلیاتی خود استفاده می‌کنند.

## عکس وتصویر
عکس و تصویر